# 第36回日本アカデミー賞
第36回日本アカデミー賞は、2013年（平成25年）3月8日に発表・授賞式が行われた、日本の映画賞。

## 概要
2011年12月11日から2012年12月15日の期間中に公開され、基準に満たした作品が選考対象となる。
各部門の優秀賞は2013年1月23日に発表され、最優秀賞の発表と授賞式は2013年3月8日にグランドプリンスホテル新高輪で行われた。
これまで同一人物が複数の作品で優秀賞に選出された場合、ダブル受賞者として4人5作品の受賞者を選定していたが、今年から5人の異なる受賞者を選出することを基本とし主演男優賞（役所広司）及び助演男優賞（佐藤浩市）が2作品で選出され、5人6作品の受賞となった。
授賞式の司会は関根勤と井上真央で、放送はテレビは日本テレビ系列、ラジオはニッポン放送『日本アカデミー賞話題賞のオールナイトニッポン』にて当日夜に行われた。

## 最優秀作品賞
- 桐島、部活やめるってよ

### 優秀作品賞
- あなたへ
- 北のカナリアたち
- のぼうの城
- わが母の記

## 最優秀アニメーション作品賞
- おおかみこどもの雨と雪

### 優秀アニメーション作品賞
- ヱヴァンゲリヲン新劇場版:Q
- ももへの手紙
- friends もののけ島のナキ
- ONE PIECE FILM Z

## 最優秀監督賞
- 吉田大八（桐島、部活やめるってよ）

### 優秀監督賞
- 犬童一心/樋口真嗣（のぼうの城）
- 阪本順治（北のカナリアたち）
- 原田眞人（わが母の記）
- 降旗康男（あなたへ）

## 最優秀脚本賞
- 内田けんじ（鍵泥棒のメソッド）

### 優秀脚本賞
- 青島武（あなたへ）
- 喜安浩平/吉田大八（桐島、部活やめるってよ）
- 那須真知子（北のカナリアたち）
- 原田眞人（わが母の記）

## 最優秀主演男優賞
- 阿部寛（テルマエ・ロマエ）

### 優秀主演男優賞
- 堺雅人（鍵泥棒のメソッド）
- 野村萬斎（のぼうの城）
- 森山未來（苦役列車）
- 役所広司（聯合艦隊司令長官 山本五十六 -太平洋戦争70年目の真実-）
- 役所広司（わが母の記）

## 最優秀主演女優賞
- 樹木希林（わが母の記）

### 優秀主演女優賞
- 草刈民代（終の信託）
- 沢尻エリカ（ヘルタースケルター）
- 松たか子（夢売るふたり）
- 吉永小百合（北のカナリアたち）

## 最優秀助演男優賞
- 大滝秀治（あなたへ）

### 優秀助演男優賞
- 香川照之（鍵泥棒のメソッド）
- 高良健吾（苦役列車）
- 佐藤浩市（あなたへ）
- 佐藤浩市（のぼうの城）
- 森山未來（北のカナリアたち）

## 最優秀助演女優賞
- 余貴美子（あなたへ）

### 優秀助演女優賞
- 寺島しのぶ（ヘルタースケルター）
- 広末涼子（鍵泥棒のメソッド）
- 満島ひかり（北のカナリアたち）
- 宮崎あおい（わが母の記）

## 話題賞

### 俳優部門
- 大島優子（闇金ウシジマくん）

### 作品部門
- 桐島、部活やめるってよ

## 新人俳優賞
- 武井咲（るろうに剣心/愛と誠/今日、恋をはじめます）
- 二階堂ふみ（ヒミズ/悪の教典）
- 橋本愛（桐島、部活やめるってよ/HOME 愛しの座敷わらし/Another）
- 染谷将太（ヒミズ/悪の教典）
- チャンミン（東方神起）（黄金を抱いて翔べ）
- 東出昌大（桐島、部活やめるってよ）
- 松坂桃李（ツナグ/麒麟の翼/今日、恋をはじめます）

## 最優秀音楽賞
- 川井郁子（北のカナリアたち）

### 優秀音楽賞
- 上野耕路（のぼうの城）
- 林祐介（あなたへ）
- 久石譲（天地明察）
- 富貴晴美（わが母の記）

## 最優秀撮影賞
- 木村大作（北のカナリアたち）

### 優秀撮影賞
- 芦澤明子（わが母の記）
- 清久素延/江原祥二（のぼうの城）
- 浜田毅（天地明察）
- 林淳一郎（あなたへ）

## 最優秀照明賞
- 杉本崇（北のカナリアたち）

### 優秀照明賞
- 永田英則（わが母の記）
- 杉本崇（のぼうの城）
- 安藤清人（天地明察）
- 中村裕樹（あなたへ）

## 最優秀美術賞
- 磯田典宏/近藤成之（のぼうの城）

### 優秀美術賞
- 原田満生（北のカナリアたち）
- 原田満生（テルマエ・ロマエ）
- 部谷京子（天地明察）
- 矢内京子（あなたへ）
- 山崎秀満（わが母の記）

## 最優秀録音賞
- 橋本文雄（聯合艦隊司令長官 山本五十六 -太平洋戦争70年目の真実-）

### 優秀録音賞
- 小野寺修（天地明察）
- 志満順一（北のカナリアたち）
- 志満順一（のぼうの城）
- 本田孜（あなたへ）
- 松本昇和（録音）/矢野正人（整音）（わが母の記）

## 最優秀編集賞
- 日下部元孝（桐島、部活やめるってよ）

### 優秀編集賞
- 上野聡一（のぼうの城）
- 菊池純一（あなたへ）
- 原田遊人（わが母の記）
- 普嶋信一（北のカナリアたち）

## 最優秀外国作品賞
- 最強のふたり

### 優秀外国作品賞
- アルゴ
- ダークナイト ライジング
- ドラゴン・タトゥーの女
- 007 スカイフォール

## 会長特別賞
- 新藤兼人（監督・脚本）
- 橋本文雄（録音技師）
- 森光子（俳優）
- 山田五十鈴（俳優）
- 若松孝二（監督）

## 協会特別賞
- 岡安プロモーション（ネガフィルム編集）
- 三陽編集室（ネガフィルム編集）
- 菅原俊夫（殺陣師）
- 馬場正男（美術管理）
- 宮本まさ江（衣裳）

## 会長功労賞
- 『踊る大捜査線』シリーズの製作に対して

## 岡田茂賞
- セントラル・アーツ

## 協会栄誉賞
- 山田洋次（監督）